# 윔블던 (영화)
《윔블던》(영어: Wimbledon)은 2004년 개봉한 미국의 로맨틱 코미디 영화이다.

## 출연

### 주연
- 커스틴 던스트
- 폴 베타니

### 조연
- 샘 닐
- 존 파브로
- 버나드 힐
- 엘레너 브론
- 니콜라이 코스터-왈도
- 오스틴 니콜스

## 기타
- 미술: 브라이언 모리스
- 특수효과: 리처드 스탬머스
- 분장-헤어: 엘리자베스 태그
- 의상: 루이즈 스텐스워드
- 테니스 컨설턴트: 팻 캐쉬
- 헌정: 마크 맥코맥
- 배역: 아이린 램
- 배역: 조안나 콜버트